# مقبرة العالية
مقبرة العالية أو جبانة العالية تقع في ولاية الجزائر بين بلديتي الحراش وباب الزوار تقدر مساحتها بـ 78 هكتارا بها أكثر من 250 ألف قبر غالبيتها للمسلمين وبها جهات أخرى مخصصة للمسيحيين والجنود البريطانيين والأمريكيين الذين قضوا في الحرب العالمية الثانية وقبور مخصصة للعمال الصينيين الذين توافدوا على الجزائر بعد سنة 2000 وجهة مخصصة للإباضية.

## أصل التسمية
يعود اسم المقبرة لصاحبتها العالية حمزة، النائلية نسباً ، التي جعلتها وقفا سنة 1928 أياما قبل توجهها لاداء مناسك الحج برفقة أمها فاطمة شعبان وزوجها محمد.

## أهم الشخصيات المدفونة بها
- القادة
  - الأمير عبد القادر[2]
  - فاطمة نسومر[3]
  - هواري بومدين[4]
  - أحمد بن بلة[5]
  - محمد بوضياف[6]
  - الشاذلي بن جديد[7]
  - علي كافي[8]
  - عبد العزيز بوتفليقة
- المجاهدون
  - عميروش آيت حمودة[9]
  - العربي بن مهيدي
- السياسيون
- العسكريون
  - إسماعيل العماري[10]
  - أحمد قايد صالح[11]
- فنانون
  - وردة الجزائرية [12]
  - حنيفة زبيدة إيغيل الأربعاء[13]

## الموقع
تقع «مقبرة العالية حمزة» على مستوى الطريق الوطني رقم 11 في بلدية باب الزوار، غير بعيد عن الشريط الساحلي الممتد من مصب وادي الحراش إلى غاية مصب وادي الحميز.
وهذا الموقع الرائع إلى الشرق من شاطئ الصابلات، يجعل منه موقعا استراتيجيا مقابلا لخط سكة الحديد من الحراش إلى الرغاية.
تقع «مقبرة العالية حمزة» على بعد 15 كلم إلى الجنوب الشرقي من قصبة الجزائر، ولا تبعد إلا بمسافة 4 كلم عن البحر الأبيض المتوسط.
وتقع هذه المقبرة في بلدية وادي السمار.

## مكتبة صور

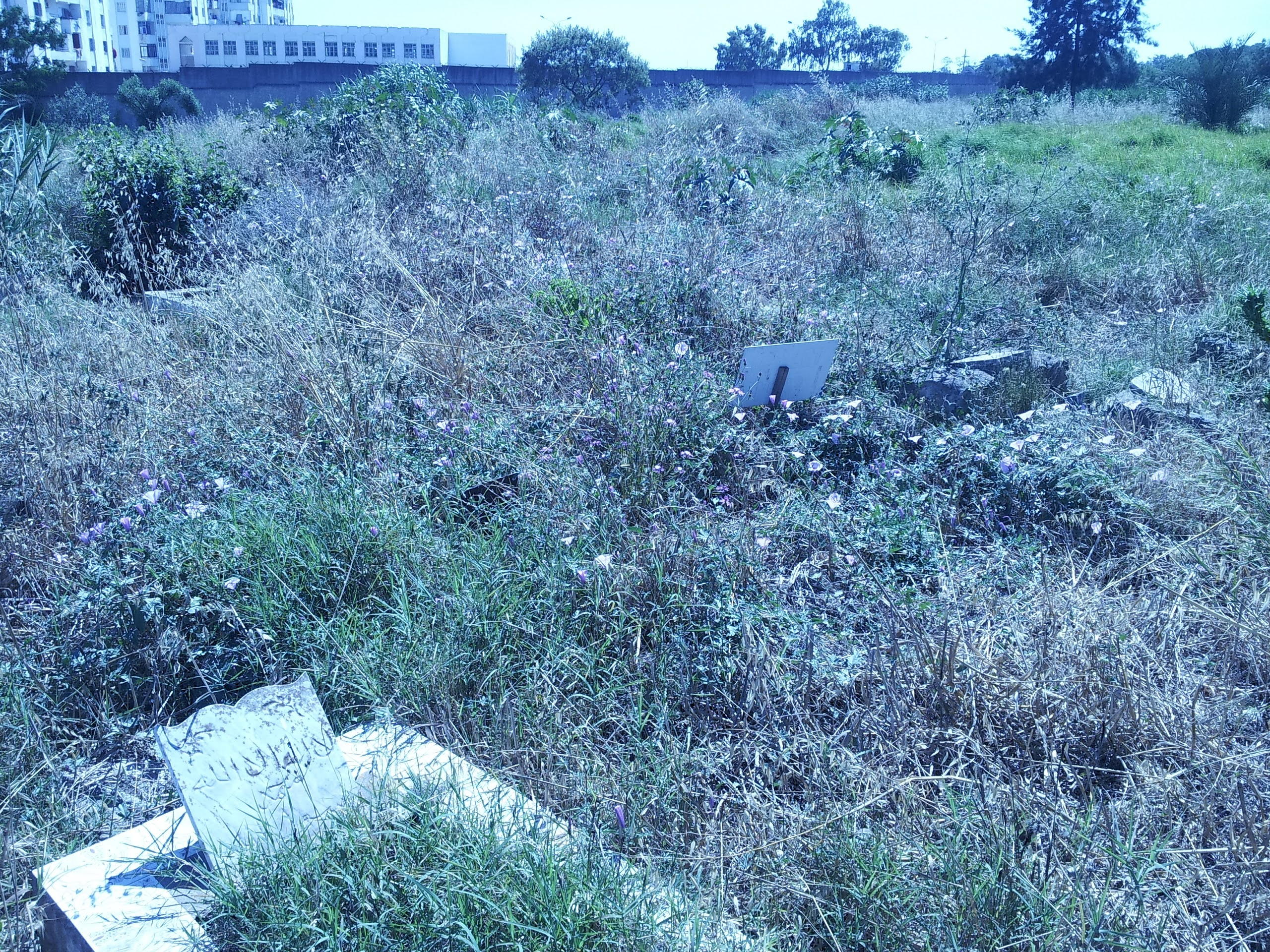
مربع ضحايا سجن سركاجي
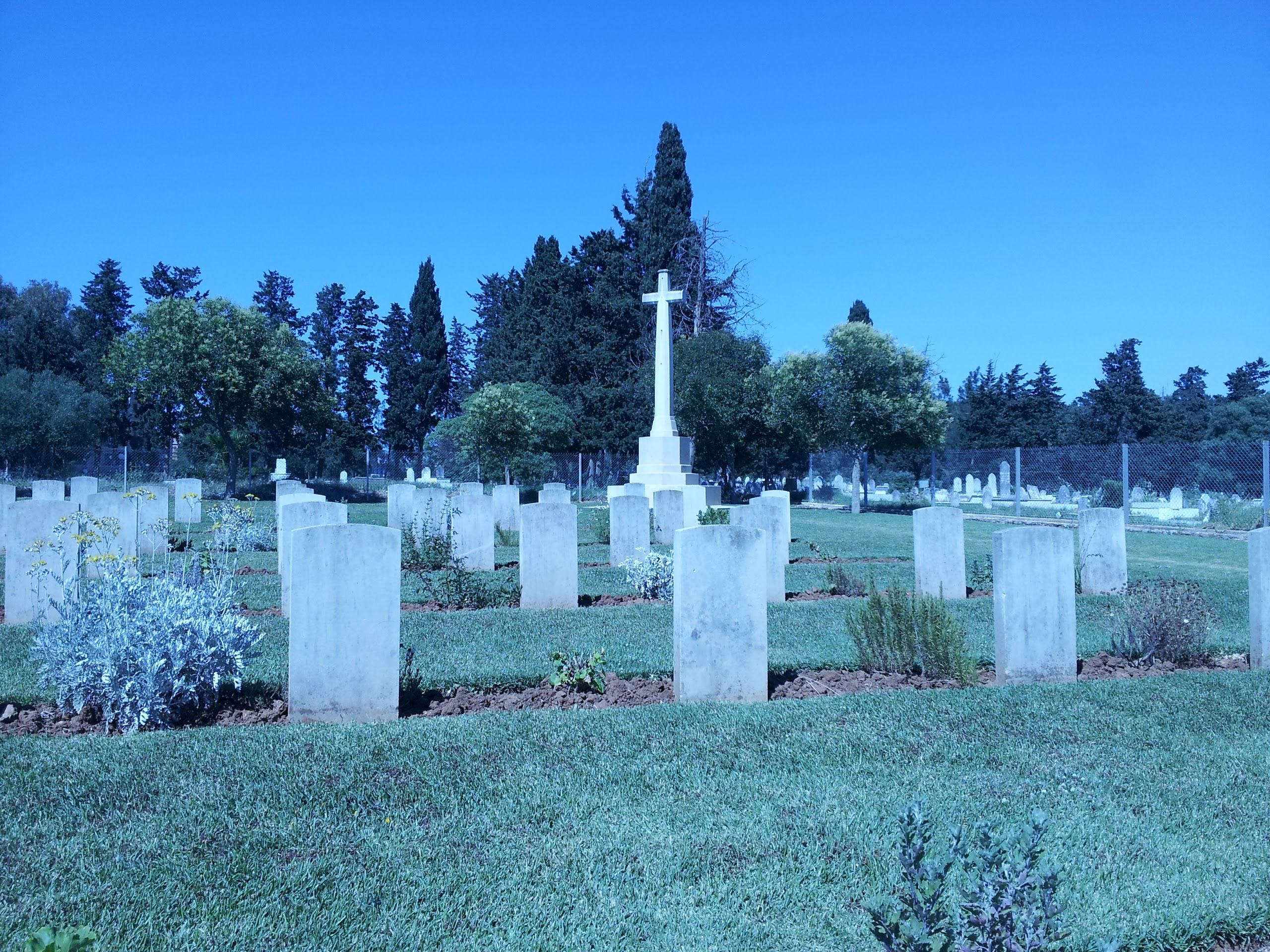
مربع الجنود الأمريكان والبريطانيين - الحرب العالمية الثانية

### مواضيع ذات صلة
- مقبرة سيدي عبد الرحمان الثعالبي
- مقبرة سيدي أمحمد بوقبرين
- مقبرة القطار